# Três Augustos e os Cinco Imperadores
Os Três Augustos e os Cinco Imperadores foram líderes mitológicos da China durante o período aproximado de 2850 a.C. a 2205 a.C., tempo anterior à Dinastia Xia;

## Os Três Soberanos
Os Três Augustos, conhecidos também como os Três Soberanos, são considerados reis-deuses ou semi-deuses que usaram seus poderes mágicos para melhorar a vida das pessoas. Devido a sua grande virtude, eles teriam vivido até idade extremamente avançada, e governaram durante um período de grande paz e prosperidade.
Os Três Augustos são colocados sob diferentes identidades dependendo do documento. As três possibilidades mais conhecidas são:
1-O famoso livro Registros do Historiador por Sima Qian apresenta os seguintes nomes:
-O Deus Celestial (天皇), que governou por 18.000 anos
-O Deus Terreno (地皇), que governou por 11.000 anos
-O Deus Humano (泰皇 ou 人皇), que governou por 45.600 anos
2-O Yundou shu (運斗樞) e Yuanming bao (元命苞) os identifca como:
-Fu Xi
-Nüwa
-Shennong

## Os Cinco Imperadores
Os Cinco Imperadores são lendários reis-sábios de moral perfeita. 
1-De acordo com Registros do Historiador, eles eram:
-Huang Di (o Imperador Amarelo)
-Zhuanxu
-Ku
-Yao
-Shun
Yao e Shun são também conhecidos como os Dois Imperadores, e, junto com Yu (禹), fundador da Dinastia Xia, são considerados posteriormente por confucionistas como modelos de líderes e exemplos de moral na história chinesa. O Shangshu xu (尚書序) e Diwang shiji incluem Shaohao (少昊) entre os Cinco Imperadores em vez do Imperador Amarelo.
2-A Canção de Chu (楚辭) identifica os Cinco Imperadores como deuses ligados aos pontos cardeais:
-Shaohao (Leste)
-Zhuanxu (Norte)
-Imperador Amarelo (Centro)
-Shennong (Oeste)
-Fuxi (Sul)
3-O Livro das Sagrações (禮記) combina os Cinco Imperadores com as Cinco Linhagens (五氏), o que compreende:
-Youchao-shi
-Suiren-shi
-Fuxi
-Nüwa
-Shennong
Porém, é mais aceito que a ordem correta dos Augustos e Imperadores seja a seguinte, com os três primeiros sendo os Augustos:
-Fu Xi
-Shennong
-Huang Di
-Shaohao
-Zhuanxu
-Ku
-Yao
-Shun
O primeiro imperador chinês historicamente registrado e oficialmente considerado pela historiografia ocidental é Qin Shi Huang.